# Gare de Nanterre-Préfecture
Pour les articles homonymes, voir Gare de Nanterre.
La gare de Nanterre-Préfecture est une gare ferroviaire française de la commune de Nanterre (département des Hauts-de-Seine), sur la ligne d'Auber à Saint-Germain-en-Laye, ouverte le 1er octobre 1973 et constituant, alors, un embryon de la ligne A du RER ; elle est aujourd'hui une gare du tronçon central de cette ligne.

## Histoire
Pour 2021, selon les estimations de la RATP, 16 665 520 voyageurs sont entrés dans cette gare.

## Service des voyageurs

### Accueil
La gare est une gare souterraine située près de la préfecture des Hauts-de-Seine. Son exploitation revient à la RATP. Dans cette gare s'effectue le changement de conducteurs entre ceux de la SNCF et ceux de la RATP, pour les trains des branches de Cergy-le-Haut et de Poissy. C'est aussi une bifurcation entre les branches ouest de la ligne, gérées par les deux entreprises, celle de Saint-Germain-en-Laye par la RATP et celles de Poissy et Cergy-le-Haut par la SNCF.
Elle est composée de trois niveaux :
- au niveau -1, la salle des billets ;
- au niveau -2, deux quais latéraux et deux voies séparées par un pied-droit central : une voie en direction de Saint-Germain-en-Laye (voie 2), l'autre en direction de Cergy et Poissy (voie 2C) ;
- au niveau -3, un quai central encadrant deux voies (1 et 1C), en direction de Marne-la-Vallée et de Boissy-Saint-Léger.

### Desserte
La gare est desservie par les trains de la ligne A du RER à raison :
- sur la branche de Saint-Germain-en-Laye, d'un train toutes les 10 minutes aux heures creuses, de 12 trains par heure aux heures de pointe et d'un train toutes les 15 minutes en soirée ;
- sur la branche de Poissy, d'un train toutes les 20 minutes aux heures creuses, de 5 trains par heure aux heures de pointe et d'un train toutes les 30 minutes en soirée ;
- sur la branche de Cergy-le-Haut, d'un train toutes les 10 minutes aux heures creuses et aux heures de pointe (sauf en soirée), toutes les 20 minutes le samedi et le dimanche (sauf en soirée) et toutes les 30 minutes tous les jours en soirée ;
- en direction de Paris, Boissy-Saint-Léger et Marne-la-Vallée - Chessy, de 15 trains par heure aux heures creuses et 18 trains par heure aux heures de pointe (sauf en soirée), de 12 trains par heure le samedi et le dimanche (sauf en soirée) et de 8 trains par heure tous les jours en soirée.

### Intermodalité
La gare est desservie par les lignes de bus 160, 163, 259, 276 et 363 du réseau de bus RATP, ainsi que par la ligne N53 du réseau de bus Noctilien. Depuis le 6 mai 2024, la gare de Nanterre-La Folie située à proximité offre une correspondance par la voie publique avec la ligne E du RER. À plus long terme (2030), il est également prévu une correspondance avec la ligne 15 du métro.

## À proximité
- Préfecture des Hauts-de-Seine
- Place Nelson-Mandela
- Parc André-Malraux
- Axa France
- Terrasses de l'Arche (La Défense)
- Paris La Défense Arena

## Galerie de photographies

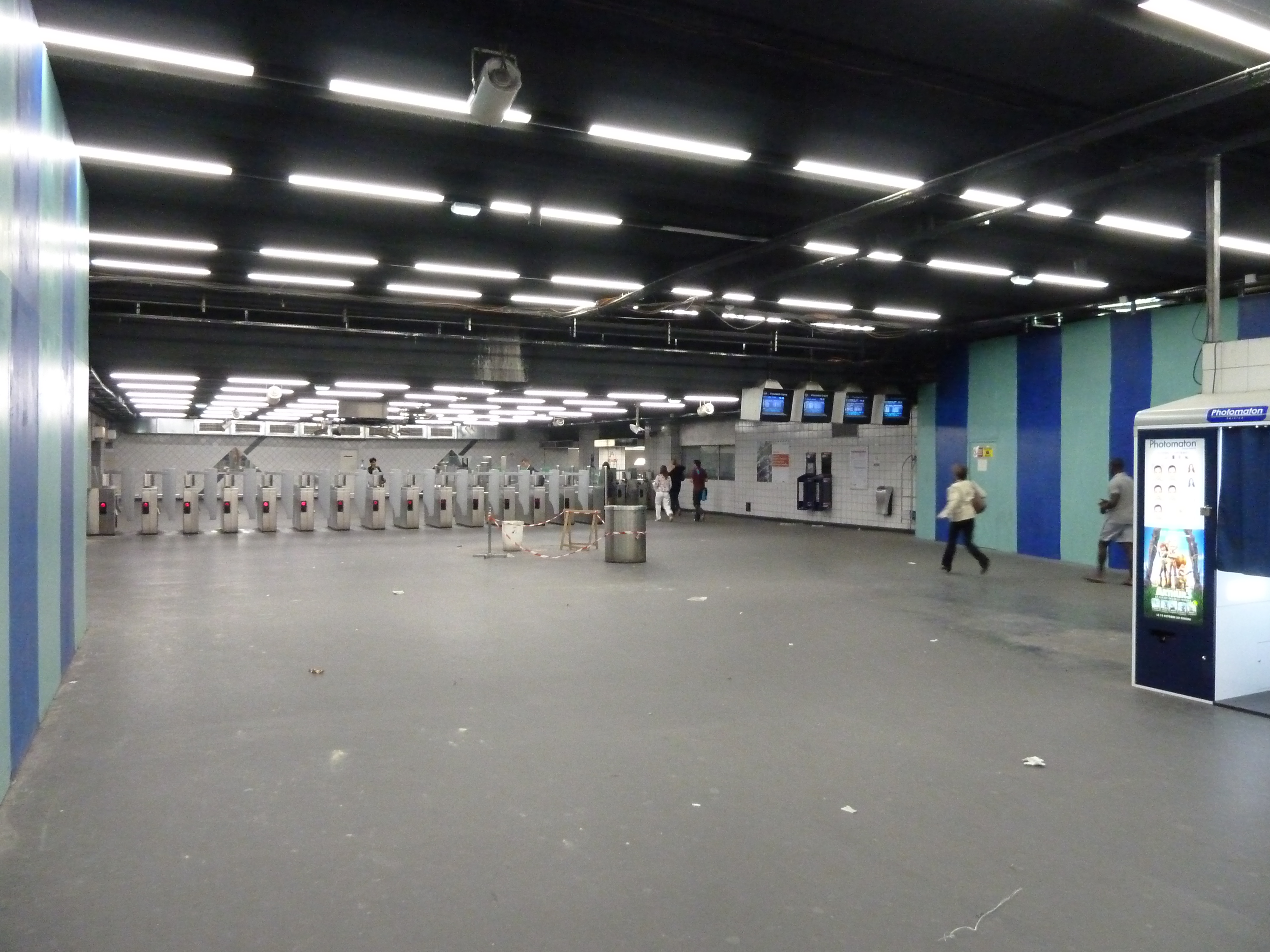
Salle d'échange.
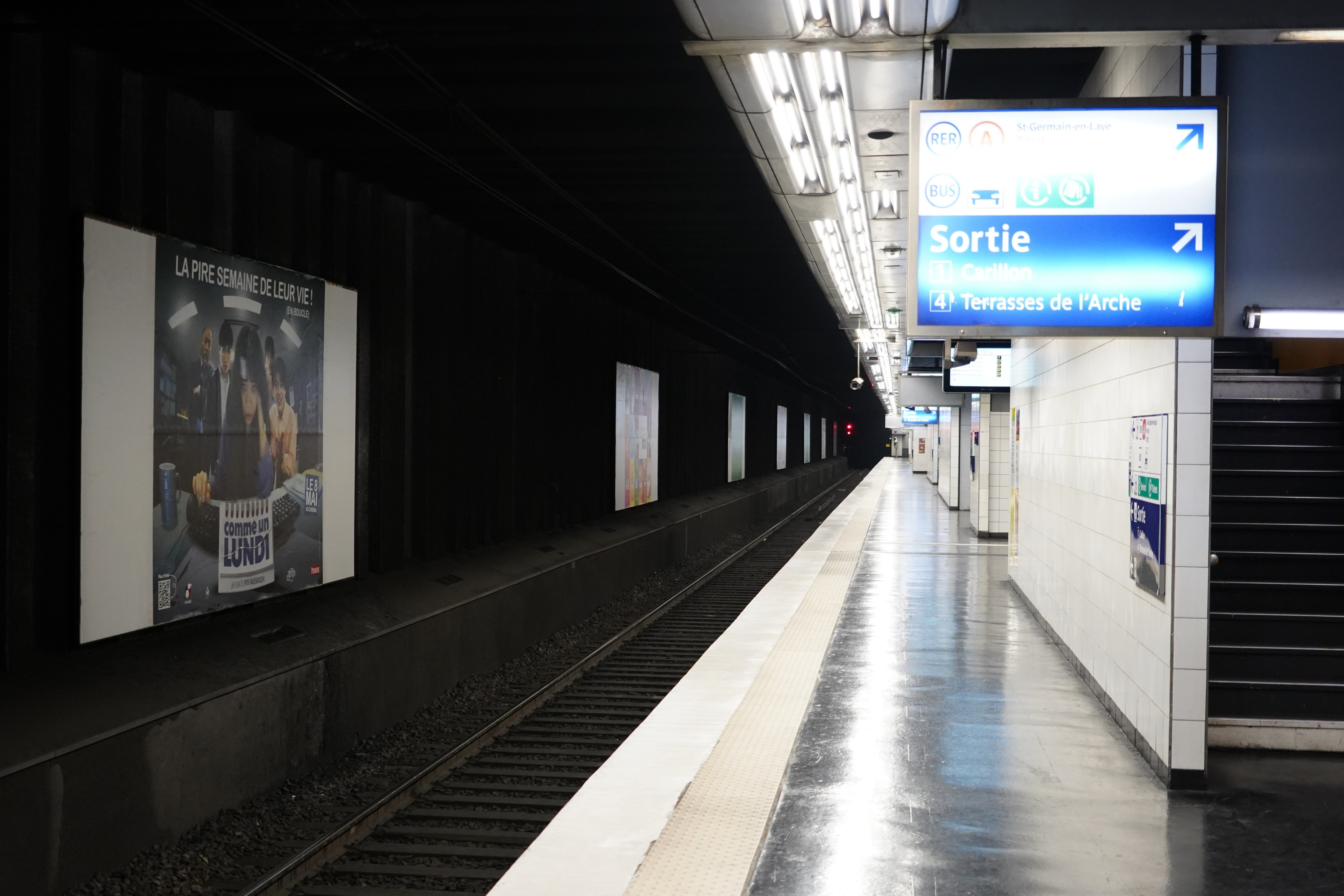
Quai en direction de Boissy-Saint-Léger.
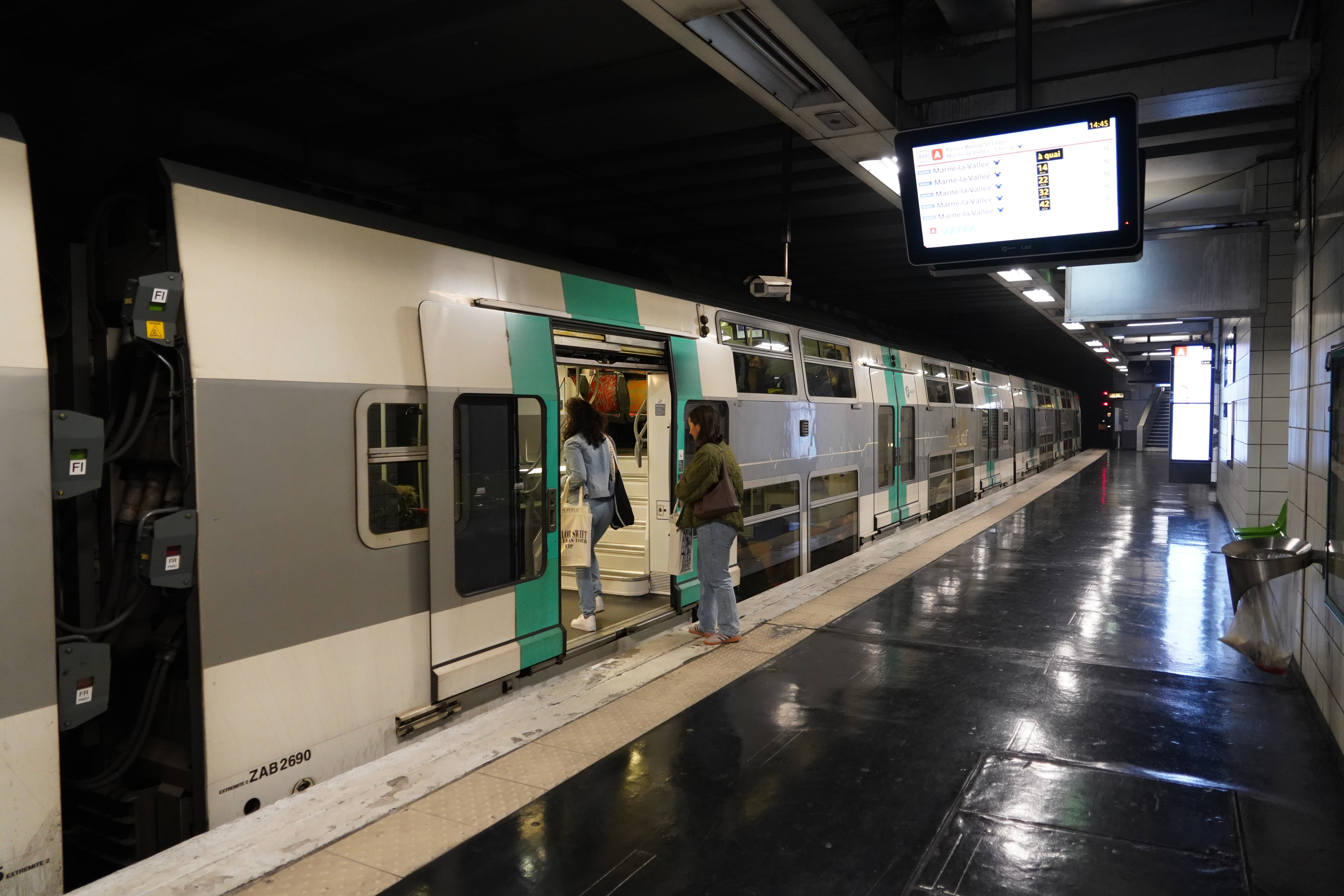
MI 09 à quai voie 1C. Il assure un RER A à destination de Marne-la-Vallée - Chessy.
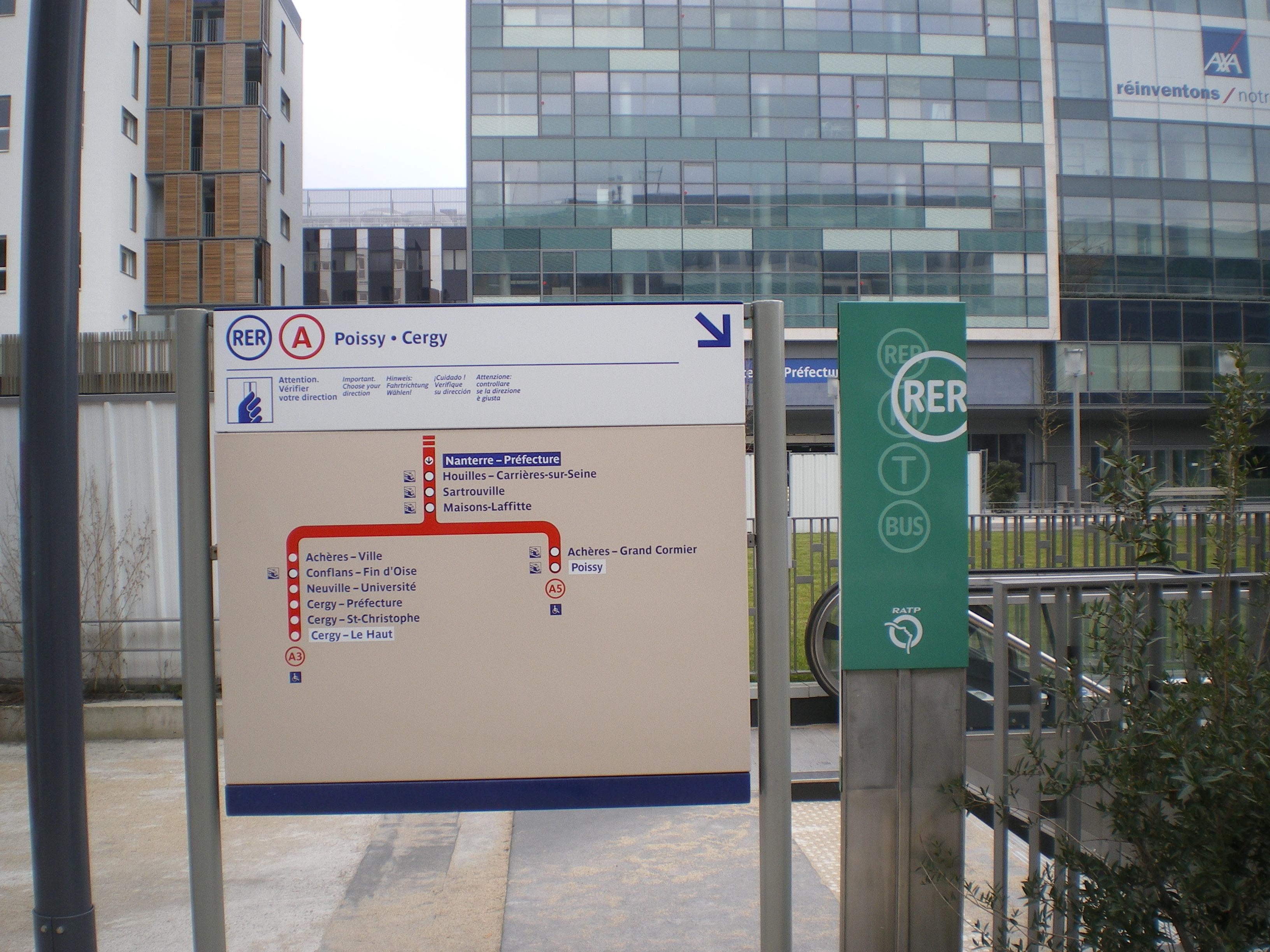
Accès vers le quai des branches de Cergy et de Poissy.
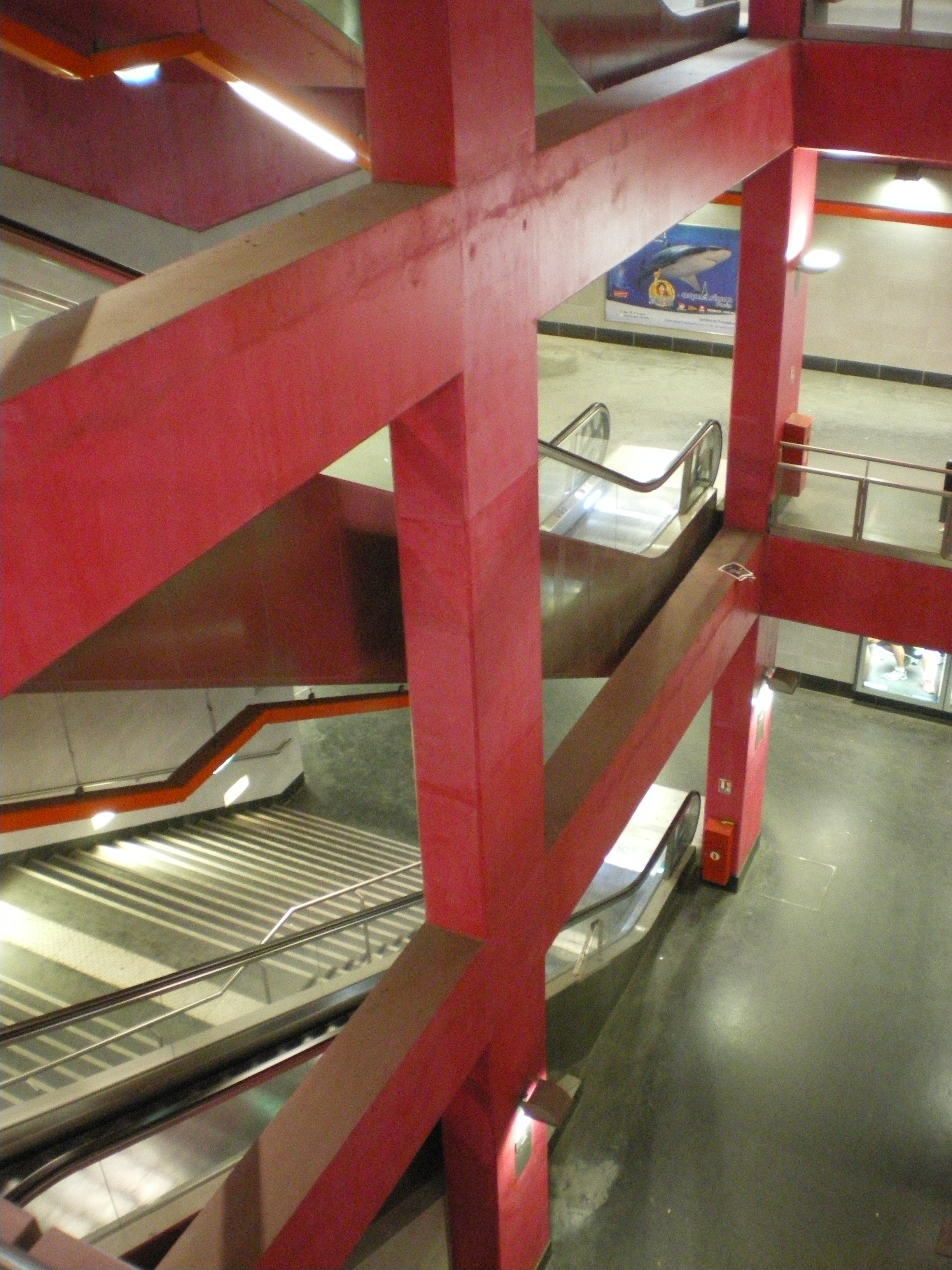
Accès vers les quais des autres directions.